# Tropizmus

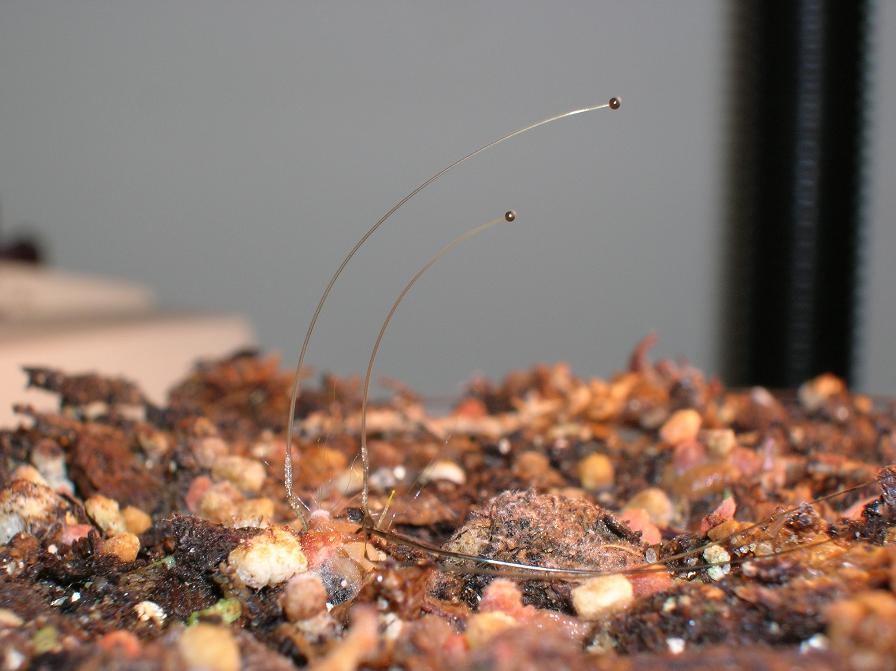
Gomba fototropizmusa

A tropizmus egy biológiai jelenség, mely során az adott élőlény valamilyen stimulus hatására ettől függő irányba elfordul vagy nőni kezd. Főként növényeknél és gombáknál fordul elő. Vírusoknál és patogéneknél is használják a tropizmus kifejezést, mint például ’gazdatropizmus’ vagy ’sejttropizmus'.
A tropizmus szó ógörög eredetű (trope), és (el)fordulást jelent.
A kiváltó stimulus többféle lehet, ezt az előtag jelzi (lásd lentebb).
Pozitív tropizmus esetén a stimulus irányába, negatív tropizmus esetén a stimulustól elfelé történik az elmozdulás.
Ha egy organizmus helyváltoztatásra is képes, akkor taxissal, illetve kinézissel (nem irányorientált mozgás) jellemzik a jelenséget.

## Fajtái
- Kemotropizmus: vegyszer hatására történő mozgás
- Geotropizmus (vagy gravitropizmus): gravitáció hatására történő mozgás
- Heliotropizmus:  napfény hatására történő mozgás
- Szonotropizmus: hang hatására történő mozgás
- Hidrotropizmus: víz hatására történő mozgás
- Fototropizmus: fény hatására történő mozgás
- Termotropizmus: hő hatására történő mozgás
- Elektrotropizmus: elektromos tér hatására történő mozgás
- Tigmotropizmus: fizikai kontaktus hatására történő mozgás
- Ecotropizmus: korlátozott hatású reakció (főleg patogének kis területű fertőzési hajlama)
- Amphotropizmus: széles hatású reakció (főleg patogének nagy kiterjedésű fertőzési hajlama)
- Neurotropizmus: vírus fertőzés hatása a gazdaszervezet idegrendszerére

## Példák

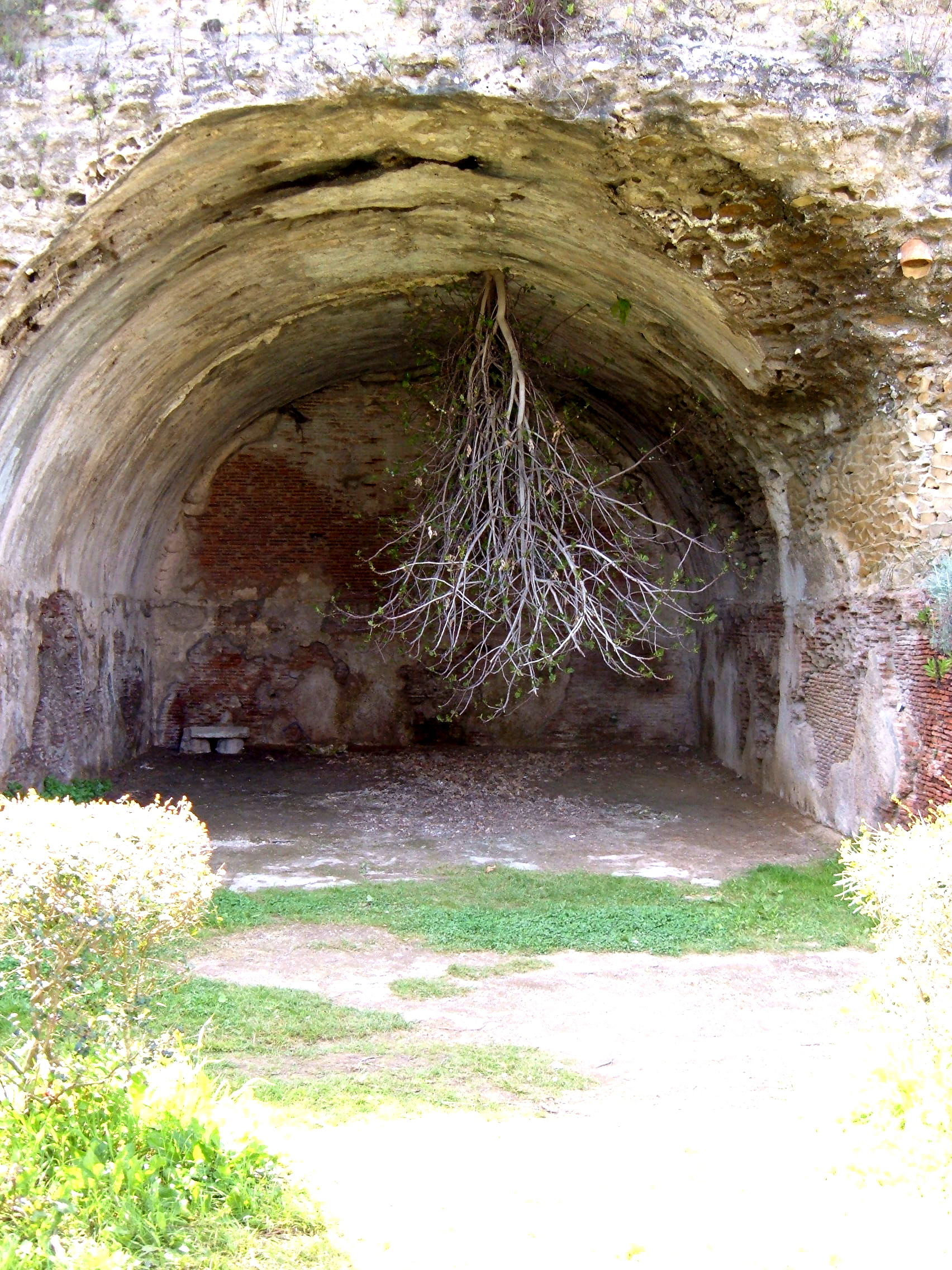
Különleges helyzet: egy fa fejjel lefelé nő, de az ágak végei a megszokott irányba, felfelé hajlanak (Baia, Olaszország)

- Pozitív geotropizmus: a növények gyökere lefelé (a gravitáció irányába) nő.
- Negatív geotropizmus: a növények szára felfelé nő.
- Pozitív fototropizmus: ablak mellé helyezett szobai növények az ablak felé fordítják a leveleiket.
- Pozitív hidrotropizmus: száraz környezetben a gyökerek a vízforrás felé növekednek.